# Śniadowo (gromada)
Śniadowo – dawna gromada, czyli najmniejsza jednostka podziału terytorialnego Polskiej Rzeczypospolitej Ludowej w latach 1954–1972.
Gromady, z gromadzkimi radami narodowymi (GRN) jako organami władzy najniższego stopnia na wsi, funkcjonowały od reformy reorganizującej administrację wiejską przeprowadzonej jesienią 1954 do momentu ich zniesienia z dniem 1 stycznia 1973, tym samym wypierając organizację gminną w latach 1954–1972.
Gromadę Śniadowo z siedzibą GRN w Śniadowie utworzono – jako jedną z 8759 gromad – w powiecie łomżyńskim w woj. białostockim, na mocy uchwały nr 18/V WRN w Białymstoku z dnia 4 października 1954. W skład jednostki weszły obszary dotychczasowych gromad Śniadowo, Chomentowo, Zalesie Poczynki, Zalesie Wypychy, Truszki i Ratowo Stare ze zniesionej gminy Śniadowo w tymże powiecie. Dla gromady ustalono 15 członków gromadzkiej rady narodowej.
31 grudnia 1959 do gromady Śniadowo przyłączono obszary zniesionych gromad Jakać Dworna i Duchny Stare; równocześnie z gromady Śniadowo wyłączono wieś Chomentowo włączając ją do znoszonej gromady Jemielite-Wypychy.
31 grudnia 1961 do gromady Śniadowo przyłączono wsie Chomentowo, Jemielite-Kolby, Jemielite Stare, Jemielite-Wypychy, Konopki Młode, Ratcwo-Piotrowo i Sierzputy-Marki ze zniesionej gromady Konopki Młode.
1 stycznia 1972 do gromady Śniadowo przyłączono wsie Koziki, Kołaczki-Lemiesze i Sierzputy Zagajne ze zniesionej gromady Konarzyce.
Gromada przetrwała do końca 1972 roku, czyli do kolejnej reformy gminnej. Z dniem 1 stycznia 1973 roku reaktywowano gminę Śniadowo.